# Костелло, Виктор
Виктор Картон Патрик Костелло (англ. Victor Carton Patrick Costello, родился 23 октября 1970 года) — ирландский регбист, известный по играм за клубы «Ленстер» и «Манстер» и сборную Ирландии, и легкоатлет, специализировавшийся на толкании ядра

## Семья
Сын регбиста Падди «Бутча» Костелло, игравшего на позиции замка (лока) и занимавшегося лёгкой атлетикой (толканием ядра). Сестра — Сьюзан Костелло, играла за сборную по хоккею на траве и занималась лёгкой атлетикой (спринт), директор благотворительного общества «Самаритяне».

## Спортивная карьера
Костелло является пятикратным чемпионом Ирландии по лёгкой атлетике . В 1992 году он выступил на Олимпиаде в Барселоне, где занял 22-е место с результатом в 17,15 м. После Олимпиады в Барселоне перешёл в регби, выступал на профессиональном уровне до 2005 года. В его активе есть игры за клубы «Коннахт» и «Ленстер» из Ирландии (с последним он дебютировал в Кельтской лиге) и за «Лондон Айриш» из Англии. В сборной Ирландии он сыграл 39 игр, занеся 4 попытки и заработав 20 очков, и выступил на Кубке мира 2003 года.

## Вне регби
Имеет лицензию пилота компании Ryanair, также работает на телевидении и радио экспертом редакции RTÉ Sport, освещая события по лёгкой атлетике. Комментировал соревнования Олимпиады 2012 года в Лондоне. Член комитета клуба по регби-7 «Шемрок Уорриорз».